# فضيحة الاعتداء الجنسي في أبرشية كرايستشيرش
فضيحة الاعتداء الجنسي في أبرشية كرايستشيرش هو فصل هام من فصول الاعتداءات الجنسية التي قام بها الرهبان في أبرشية في نيوزيلندا.

## الاعتداءات الجنسية في مدرسة ماريلاند
كانت مدرسة ماريلاند، التي تديرها الأسبتارية الرومانية الكاثوليكة الأخوية للقديس يوحنا من الرب في كرايستشيرش، مركزا لعدد من حالات الاعتداءات الجنسية. وبحلول عام 2006 كان الفرع الأسترالي من القديس يوحنا من أجل الرب قد دفع 5.1 مليون دولار للناجين الذين كانوا قد تعرضوا لسوء المعاملة ألجنسية في المدرسة.

## اقرأ أيضاً
- القس برندان سميث
- دعوى قضائية ضد البابا
- شبكة الناجين من الاعتداءات الجنسية من قبل الكهنة